# Duck Hunt
Duck Hunt (lit. cacería de patos) es un videojuego creado y desarrollado por Nintendo para la Nintendo Entertainment System (NES). También fue publicado en los arcades en el año 1984 bajo el nombre Vs. Duck Hunt. El título fue uno de los dos juegos incluidos con el primer lanzamiento de la consola.
El jugador debe utilizar una pistola de luz, normalmente la Nintendo Zapper, para disparar a los patos que vuelan por la pantalla, obteniendo puntos y avanzando niveles conforme acierta a los objetivos. Existe un modo adicional en el que los objetivos a impactar se cambian por discos.
El juego inicialmente no fue frecuentemente revisado por la crítica, pero obtuvo calificaciones positivas por parte de los jugadores. Antes de lanzar la versión de NES, Nintendo había creado otro juego de cacería de patos basado en el sistema Laser Clay Shooting System, lanzado en 1976.

## Modo de juego
En Duck Hunt, el jugador debe utilizar la Nintendo Zapper para disparar a los objetivos, que dependiendo del modo de juego en curso pueden ser patos o discos.
Duck Hunt cuenta con 3 modos de juego, llamados "Modo A", "Modo B" y "Clay Shooting". Los dos primeros utilizan patos como objetivo, y dependiendo del modo aparecerán uno o dos volando simultáneamente. El tercer modo utiliza discos como objetivos, que son mucho más pequeños que los patos y, en rondas avanzadas, requieren tiempos de reacción más cortos para poder ser alcanzados. En la versión de arcade del juego, el modo Clay Shooting aparece como segunda ronda, siendo la primera la variación de dos patos (dicha versión del juego no cuenta con el modo de un solo pato).
Cada ronda del juego tiene 10 objetivos para impactar, y un mínimo de ellos se exige para avanzar a la siguiente etapa; el número de aciertos necesarios para avanzar depende del nivel en curso. Para disparar a los objetivos el jugador dispone de 3 balas solamente, además de un tiempo límite; los patos vuelan fuera de la pantalla si no se golpean con ninguna bala o si transcurre el límite de tiempo, mientras que los discos se alejan del alcance del jugador rápidamente, de modo que es imposible dispararles si ha transcurrido un tiempo prudencial desde el momento en que fueron lanzados.
En los modos A y B, hay patos de distintos colores, y dependiendo de dicho color es el puntaje ganado por impacto: 800 puntos por los patos de cabeza verde y cuerpo negro, 1600 puntos por los de cabeza morada y cuerpo azul, y 3.000 puntos por los de cabeza negra y cuerpo rojo. Además, por hacer una ronda perfecta golpeando a los 10 objetivos (en cualquier modo), se obtienen 10 000 puntos extra o 15.000 y a continuación se pueden obtener hasta 30.000 
En los modos de cacería de patos (y en el caso de la versión de arcade, en el modo de disparo a discos), el jugador es acompañado por un perro de caza, que ríe maliciosamente si el jugador no golpea ningún pato, y felicita al jugador si un pato es alcanzado. Dicho personaje pasó a la historia en el mundo de los videojuegos: una leyenda urbana popular en las comunidades de videojugadores afirma que algunas personas han encontrado formas de impactarlo. Mientras que esto es imposible en las versiones de consola del juego, la versión de arcade tiene una ronda de bonus en la cual se permite disparar al animal.
Aunque Duck Hunt no cuenta con un modo multijugador, el manual indica que un segundo jugador puede conectar un control de NES en el segundo puerto del sistema, y controlar el pato que aparece. Esta opción solo puede ser utilizable en el modo de un solo pato, y no puede usarse en el modo de discos.

## Kill Screen
Tras pasar el nivel 99 del juego, se alcanza la Kill Screen de Duck Hunt (se conoce como nivel 0, pero los fanes le dicen nivel 100). En él los patos se mueven a gran velocidad y no se pueden matar, lo que provoca que el perro se ría directamente. A veces los sprites de los patos salen cortados y algunas veces no llegan a aparecer.

## Formatos
Duck Hunt fue lanzado en varias combinaciones de cartuchos. El juego se incluía en un cartucho junto a Super Mario Bros; dicho cartucho en particular es muy popular en los Estados Unidos, debido a que se incluía con la consola cuando ésta era vendida. Por otro lado, si un comprador adquiría la consola en el paquete especial que incluía un Power Pad, obtenía además un cartucho que contenía Duck Hunt junto a World Class Track Meet y Super Mario Bros.

## Audio
La música original del título fue compuesta por Kōji Kondō y Hirokazu "Hip" Tanaka, quienes además compusieron música para gran cantidad de juegos de Nintendo en la misma época. Fue representada en el tour de conciertos Video Games Live.

## Recepción
El juego recibió pocas críticas formales debido a que fue lanzado a mitades de la década de 1980. Aún en la actualidad, muchos críticos no lo han evaluado. A pesar de esto, Al Game Guide describió al juego como "atractivo pero repetitivo", afirmando que es "divertido por un momento, pero se envejece tras algunas rondas de juego". Video Game Critic dio al juego una calificacón negativa al juego en 2004, puntuándolo con una "D".
Una gran cantidad de comunidades de usuarios han realizado revisiones informales al juego, calificándolo positivamente gran parte de las veces. Los usuarios de IGN (sitio de Internet) calificaron en promedio el juego con 8.7/10, y la comunidad de Gamespot dio al paquete que incluía Super Mario Bros y Duck Hunt un puntaje de 9.1/10. El juego además se ubicó en el puesto 155 en la lista de los 200 mejores títulos publicados para una consola de Nintendo, publicada por Nintendo Power.

## Nuevas versiones
Han salido nuevas versiones del juego (no oficiales ni autorizadas por Nintendo) para iPhone.  Por ejemplo, "Mario Ducks". Este juego tiene el clásico modo de juego, pero se le han añadido varios bonos extras: una bandada de patos para disparar todos al mismo tiempo. También tiene la posibilidad de matar al famoso Perro-en este caso Mico, el juego Duck Season esta  muy influenciado por este.

## Super Smash Bros.
El perro de "Duck Hunt" y uno de los patos aparecen como personajes jugables en Super Smash Bros. para Nintendo 3DS y Wii U y como personajes desbloqueables. A veces a estos dos se les llama "Duck Hunt". El "Dúo Duck Hunt" reaparece en Super Smash Bros. Ultimate.